# Sacramento (Kentucky)
Sacramento és una població dels Estats Units a l'estat de Kentucky. Segons el cens del 2000 tenia 517 habitants.

## Demografia
Segons el cens del 2000, Sacramento tenia 517 habitants, 219 habitatges, i 150 famílies. La densitat de població era de 475,3 habitants/km².
Dels 219 habitatges en un 27,4% hi vivien nens de menys de 18 anys, en un 49,3% hi vivien parelles casades, en un 15,1% dones solteres, i en un 31,5% no eren unitats familiars. En el 26,9% dels habitatges hi vivien persones soles el 12,8% de les quals corresponia a persones de 65 anys o més que vivien soles. El nombre mitjà de persones vivint en cada habitatge era de 2,36 i el nombre mitjà de persones que vivien en cada família era de 2,77.
Per edats la població es repartia de la següent manera: un 22,2% tenia menys de 18 anys, un 10,3% entre 18 i 24, un 25,7% entre 25 i 44, un 26,7% de 45 a 60 i un 15,1% 65 anys o més.
L'edat mediana era de 36 anys. Per cada 100 dones de 18 o més anys hi havia 89,6 homes.
La renda mediana per habitatge era de 23.889 $ i la renda mediana per família de 27.344 $. Els homes tenien una renda mediana de 22.045 $ mentre que les dones 22.083 $. La renda per capita de la població era d'11.811 $. Entorn del 19,1% de les famílies i el 21,8% de la població estaven per davall del llindar de pobresa.

## Poblacions més properes
El següent diagrama mostra les poblacions més properes.